# Reidar Aulie

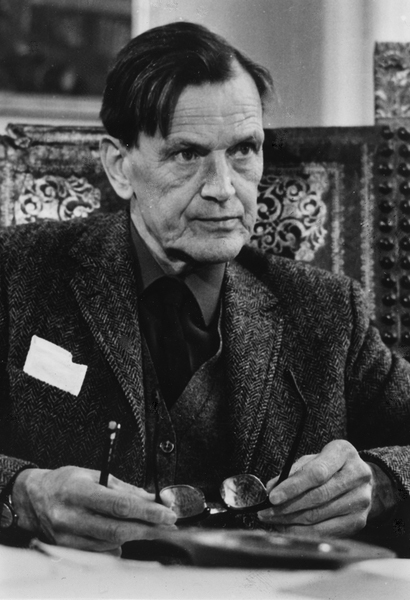
Reidar Aulie, 1970

Reidar Aulie (* 13. März 1904 in Oslo; † 24. November 1977 ebenda) war ein norwegischer Maler. 
Bekannt wurden seine politisch links  engagierten Bilder der 1930er Jahre. Während der deutschen Besatzung war Aulie zeitweilig im Kriegsgefangenenlager Grini in Bærum in Haft. 1950 gestaltete er nach politischen Kontroversen um die Innenausstattung des Rathauses von Oslo das Fresko Geschichte der Arbeiterbewegung. Aulie wurde 1958 Professor, 1965 Rektor der staatlichen Kunstakademie Norwegens (Statens Kunstakademi).
| Personendaten    | Personendaten      |
| ---------------- | ------------------ |
| NAME             | Aulie, Reidar      |
| KURZBESCHREIBUNG | norwegischer Maler |
| GEBURTSDATUM     | 13. März 1904      |
| GEBURTSORT       | Oslo               |
| STERBEDATUM      | 24. November 1977  |
| STERBEORT        | Oslo               |